# 신광초등학교 (제주)
신광초등학교는 대한민국 제주특별자치도 제주시 연동에 있는 공립 초등학교이다.

## 학교 연혁
- 1985년 9월 20일 신광국민학교 설립 승인
- 1989년 3월 1일 18학급 편성(1~5학년) 개교
- 1989년 3월 30일 준공 및 개교식(개교 기념일)
- 1991년 2월 19일 제1회 졸업식(남 72명, 여 67명, 계 139명)
- 1993년 11월 7일 급식 시설 준공 693.4m2(209.8평)
- 1996년 3월 1일 학교 명칭 신광초등학교로 개명
- 1996년 7월 22일 실내수영장 준공(613.75m), 실내수영장 명칭 제정(새빛 수영장)
- 2007년 3월 19일 상담실 구축
- 2007년 10월 26일 과학실 현대화 사업
- 2007년 12월 28일 도서관 현대화 사업
- 2008년 9월 1일 학교대수선 공사(~2009)
- 2009년 5월 20일 운동장 인조잔디 사업
- 2011년 2월 20일 장애인 편의시설 정비
- 2013년 1월 31일 새빛관 준공 및 급식실 현대화 사업
- 2013년 2월 28일 운동장 비가림막 및 스탠드 공사
- 2014년 3월 7일 병설유치원 개원(2개학급)
- 2016년 3월 1일 37학급 인가(특수학급 1학급 포함)
- 2016년 9월 1일 13대 교장 박종익 선생님 부임
- 2017년 2월 10일 제27회 졸업식(남 91명, 여 70명, 계 161명, 총 8,632명)
- 2017년 3월 1일 병설유치원 3학급, 초등 33학급 인가(특수학급 1학급 포함)
- 2018년 9월 1일 제14대 교장 장지순 선생님 부임
- 2019년 1월 25일 제29회 졸업식(남 83명, 여 72명, 계 155명, 총 8,970명)
- 2019년 3월 1일 병설유치원 4교실, 초등 32학급(특수학급 2개실) 인가
- 2020년 1월 23일 제30회 졸업식

## 참고 자료
- 신광초등학교 - 한국교육학술정보원 학교알리미